# Maria Theresia van Oostenrijk (1717-1780)
Maria Theresia van Oostenrijk (Hongaars: Mária Terézia, Kroatisch: Marija Terezija; Wenen, 13 mei 1717 – aldaar, 29 november 1780) was regerend aartshertogin van Oostenrijk en koningin van Hongarije en Bohemen van 1740 tot 1780. Ze was getrouwd met keizer Frans I Stefan en in die hoedanigheid ook keizerin van het Heilige Roomse Rijk van 1745 tot 1765. Tevens ondersteunde ze haar zoon Jozef II als mede-regentes in zijn rol als Duits keizer. Maria Theresia gold als een van de meest invloedrijke en verlichte monarchen van het absolutistische tijdperk.

## Leven
Maria Theresia Walburga Amalia Christina van Oostenrijk was het tweede kind van keizer Karel VI, een telg uit het huis Habsburg en Elisabeth Christine van Brunswijk-Wolfenbüttel. Later werden er nog twee zussen geboren. De enige zoon van Karel VI, Leopold Johan, stierf als kind in zijn geboortejaar 1716. Karel VI had echter in 1713 de Pragmatieke Sanctie afgekondigd, die het toeliet dat een dochter de Oostenrijkse troon besteeg. Maria Theresia's jeugd was onbekommerd en ze ontwikkelde zich tot een zelfstandige en zelfbewuste vrouw, met de wetenschap dat zij de troon zou moeten bestijgen. Ze sprak Duits, Frans en het Weense dialect. 
Sinds 12 februari 1736 was Maria Theresia getrouwd met Frans I Stefan, hertog van Lotharingen, met wie ze zestien kinderen kreeg. Door het huwelijk van Maria Theresia met Frans Stefan kwam er een nieuw dynastie op de Oostenrijkse troon; in plaats van het Habsburgse keizershuis ontstond nu het huis Habsburg-Lotharingen. Maria Theresia was zelf reeds meervoudig koningin en liet zich nooit officieel tot keizerin kronen, ofschoon dat sinds 1014 traditie was voor de gemalinnen van de regerend Duitse keizer.
Maria Theresia's vader had aangenomen dat zij het besturen van het land zou overlaten aan haar man en had haar daarom niets geleerd over het besturen van een rijk. Daardoor werd ze gedwongen alles zelf te leren. Het uitbreken van de Oostenrijkse Successieoorlog betekende een cesuur in de Habsburgse monarchie.
Frans Stefan stierf in 1765. De toewijding aan haar man was zo groot dat ze zich vanaf zijn dood tot haar eigen dood, vijftien jaar later, enkel nog in rouwkleding hulde. Hun huwelijk was er een uit liefde. Ze begon zich ook meer toe te leggen op het behouden van de vrede dan op het heroveren van Silezië, waarbij ze ervoor zorgde dat haar dochters strategisch werden uitgehuwelijkt. Van al haar dochters eiste ze absolute gehoorzaamheid en onderdanigheid aan de man met wie ze gehuwd waren. In 1766 huwde haar dochter Maria Christina met Albert Casimir van Saksen-Teschen.
Maria Theresia stierf in 1780 en was de enige regerende vrouw in de 650 jaar lange Habsburg-dynastie. Ze ligt samen met haar man in één graf in de Kapuzinergruft in Wenen.

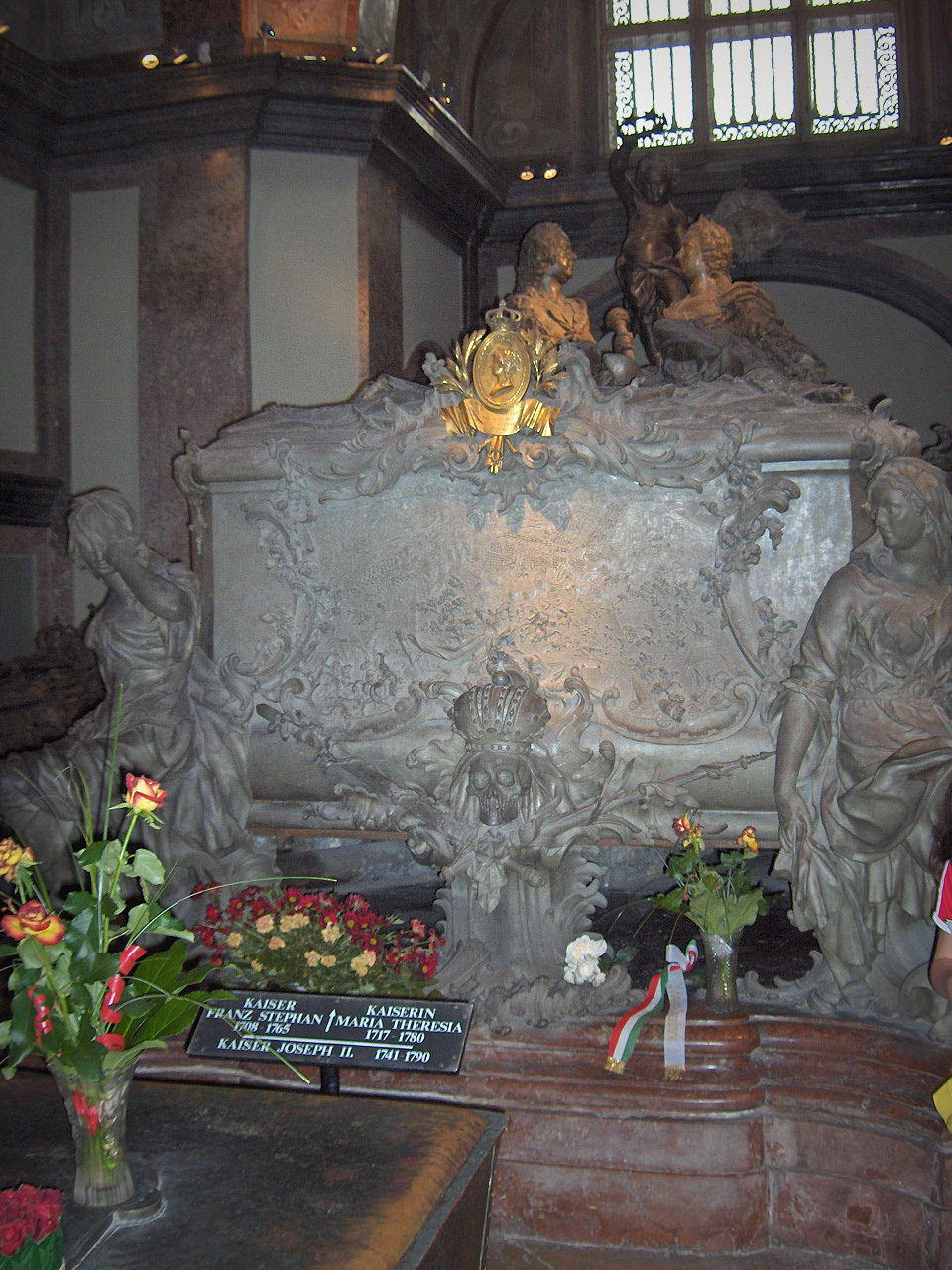
Tombe van keizer Frans I Stefan en Maria Theresia in de Kapuzinergruft

## Politiek

### Buitenland
Veel Europese monarchen gingen akkoord met de Pragmatieke Sanctie toen ze werd afgekondigd, maar op het moment dat deze werd uitgevoerd, toen Maria Theresia de troon wilde bestijgen, na de dood van haar vader (1740), vielen Beieren en Pruisen toch aan en begon de Oostenrijkse Successieoorlog. In deze oorlog verloor Maria Theresia Silezië aan Frederik II van Pruisen. Maria Theresia zou dit Frederik nooit vergeven, hetgeen in 1756 tot een nieuwe oorlog zou leiden.
Een grote klap was, toen keurvorst Karel VII Albrecht van de Beierse dynastie Wittelsbach, het keizerschap opeiste. Met de Vrede van Füssen in 1745 koos het Rijk weer een nieuwe keizer en ditmaal was dat Frans Stefan, met wie Maria Theresia in 1736 was getrouwd als keizerin-gemalin.
Op aanraden van haar kanselier, Wenzel Anton von Kaunitz, verbrak ze haar alliantie met Groot-Brittannië, en verbond zich met Rusland en Frankrijk ("Renversement des alliances"). Kaunitz had er in 1753 voor gezorgd dat de invloed van Maria Theresia's vorige raadsheer Johann Christoph von Bartenstein afnam, zodat hij de politieke touwtjes in handen kon nemen. In 1756, toen ze haar leger sterk genoeg achtte, plande ze een inval in Pruisen. Frederik II was haar echter voor, en viel Saksen binnen; het startschot voor de Zevenjarige Oorlog was gegeven. De oorlog eindigde in 1763 toen Maria Theresia het Verdrag van Hubertusburg tekende, waarbij ze het Pruisische gezag over Silezië erkende.
Maria Theresia probeerde in navolging van de andere Europese grootmachten een koloniaal imperium op te bouwen. Na de oprichting van de Oost-Indische Handelscompagnie, voer vanuit Triëst, dat in 1771 een vrijhaven werd, de Habsburgse vloot uit. Zij stond onder leiding van de Nederlander Willem Bolts, die daarvoor voor de Britse Oost-Indische Compagnie werkzaam was.

### Binnenland

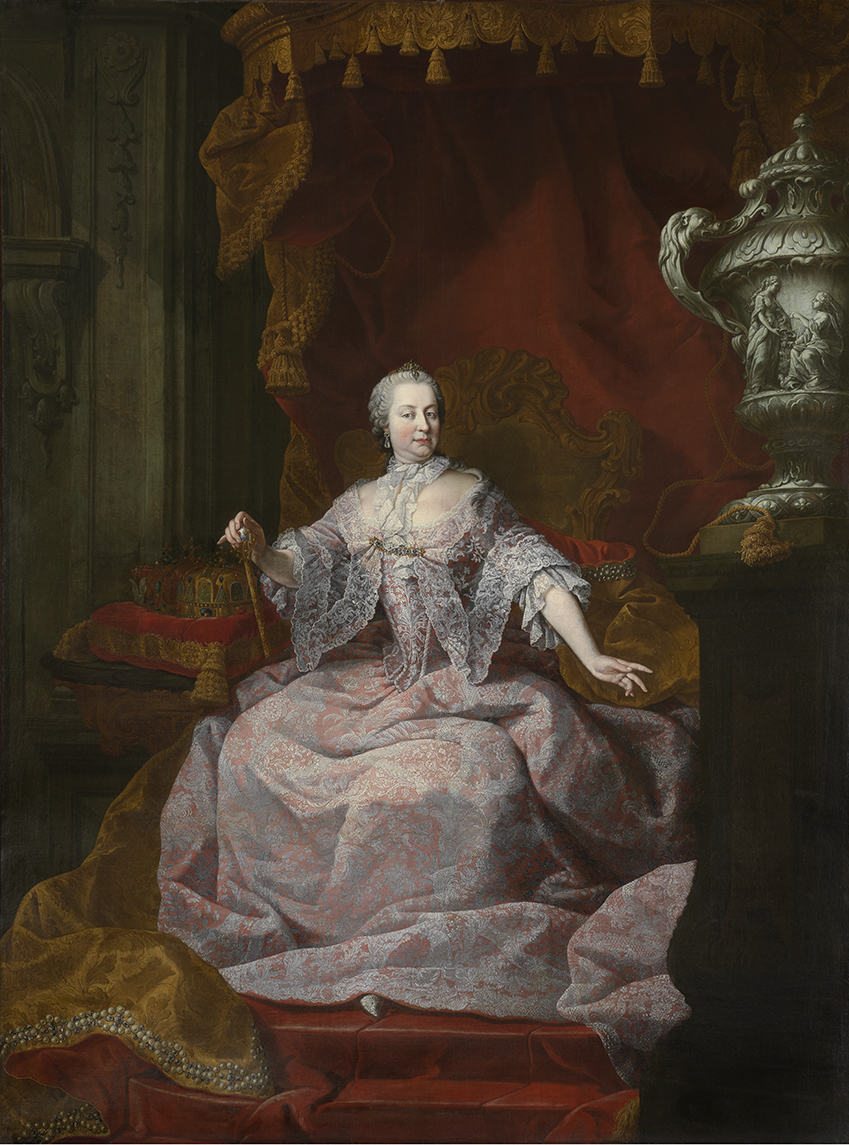
Portret van keizerin Maria Theresia, 1749, door Matthias de Visch, collectie Groeningemuseum

Toen de Oostenrijkse Successieoorlog uitbrak was de Oostenrijkse schatkist bijna leeg en was het leger zwaar onderbemand. Ze verdubbelde de omvang van haar leger, reorganiseerde de belastingen, zodat het leger en de regering een stabiel jaarlijks inkomen zouden hebben, en centraliseerde de regering. Deze hervormingen kwamen de economie ten goede. Maria Theresia richtte de hoogste rechtbank in voor het land, die ermee belast was het rechtssysteem van de Habsburgse Monarchie te waarborgen. Daarnaast zorgde ze er met de wet Constitutio Criminalis Theresiana voor dat er één geldig strafrecht in Oostenrijk ontstond. Een van de belangrijkste veranderingen was waarschijnlijk de invoering van de schoolplicht. In 1751 stichtte ze een militaire academie (Theresianische Militärakademie) in het nieuwe stadsgedeelte van Wenen, in 1754 een polytechnische school en in 1776 het Koninklijk Gesticht van Mesen, een nog steeds actieve stichting voor de kinderen en weduwen van militairen en lagere officieren van haar troepen.

### Maria Theresia's huwelijkspolitiek

Wapen van Maria Theresia

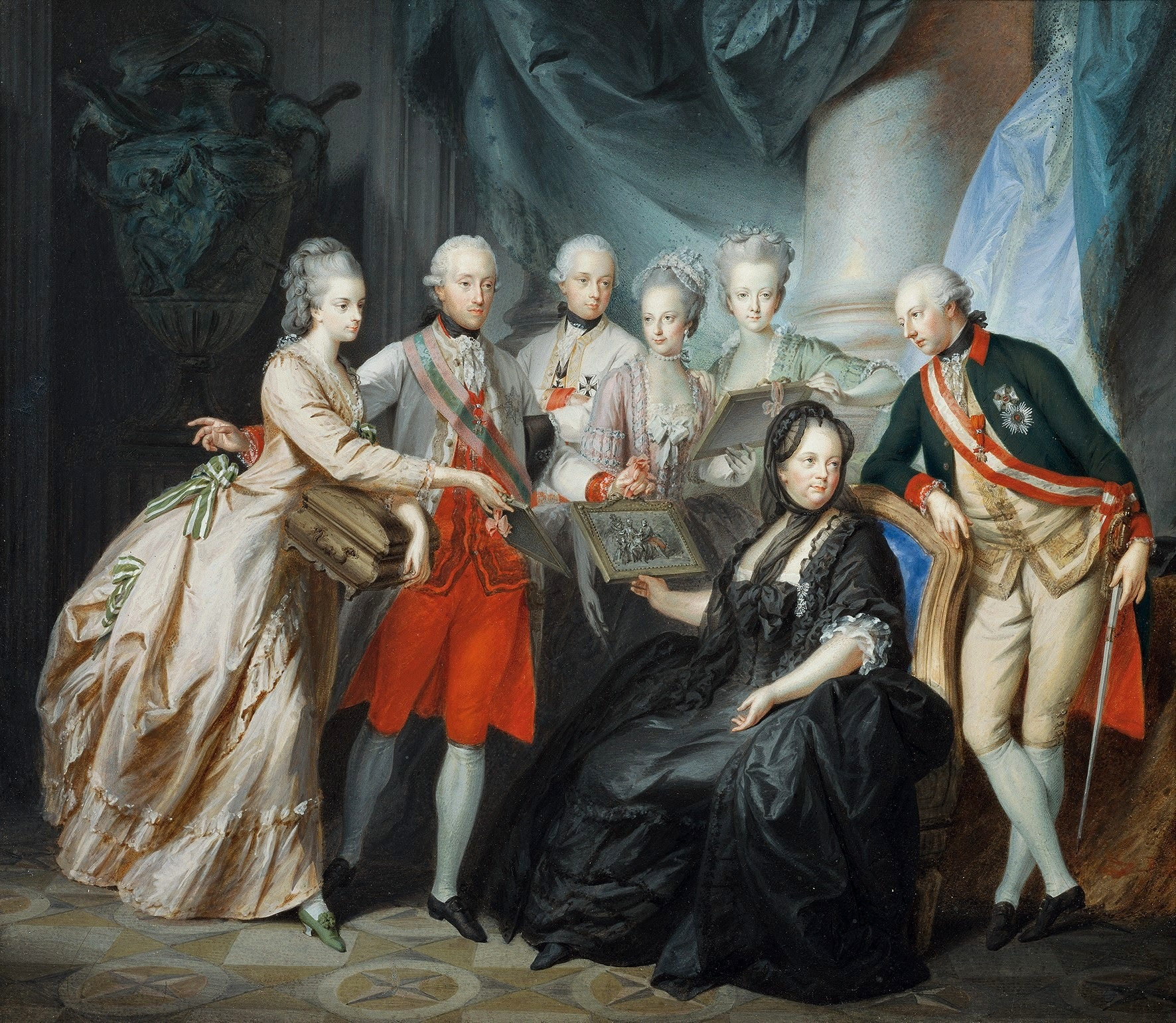
Familieportret met haar oudste kinderen uit 1776. Maria Christina en haar echtgenoot Albert van Teschen tonen schilderijen meegebracht uit Italië. Maximiliaan, Maria Anna en Maria Elisabeth kijken toe. Jozef, haar opvolger, leunt tegen de stoel.

Na de dood van haar man speelde het veroveren van gebieden niet meer zo'n grote rol. Maria Theresia's dochters werden strategisch uitgehuwelijkt binnen de vorstenhuizen van Europa. Haar jongste dochter, Maria Antonia, werd bijvoorbeeld als Marie Antoinette de vrouw van Lodewijk XVI van Frankrijk. Ze erkende ook Jozef II, haar oudste zoon, als co-regent binnen de Donaumonarchie en als keizer. Ze gaf hem echter beperkte macht, omdat ze vond dat hij te arrogant en onvoorzichtig was.
Om de machtspositie van huis Habsburg in positieve zin te beïnvloeden, zorgde Maria Theresia ervoor dat haar kinderen met leden van de andere vorstenhuizen trouwden. Zij had voor haar kinderen een strenge scholing voor ogen, waarbij vakken als geschiedenis, dansen, theater, schilderkunst, spelling, wiskunde, staatkunde en vreemde talen op het rooster stonden. Voor de meisjes gold dat zij ook nog moesten kunnen handwerken, tevens werden zij in het voeren van conversaties onderwezen.
Maria Theresia en haar kanselier Kaunitz waren ervan overtuigd dat via familiebanden met grote buitenlandse mogendheden invloed uitgeoefend kon worden. Dit was overigens niets nieuws, zeker niet voor de Habsburgers. Voor haar veertien volwassen geworden kinderen ontwikkelde zij huwelijksplannen. Vanwege haar voortdurende angst voor Frederik de Grote van Pruisen, richtten haar plannen zich vooral op de tronen van Frankrijk, Spanje, Parma en het koninkrijk Napels-Sicilië, die aan het huis Bourbon toebehoorden.
Het eerste huwelijk tussen een Habsburger en een Bourbon werd gesloten tussen aartshertog Jozef, de latere keizer Jozef II en Isabella van Parma. Vervolgens trouwden Leopold (later keizer Leopold II) en Marie Louise van Bourbon. De derde zoon, aartshertog Ferdinand Karel, trouwde met Maria Beatrice d'Este, zodat hij later als hertog Ferdinand over het hertogdom Modena en Reggio zou kunnen regeren.
In tegenstelling tot de soepele huwelijksonderhandeling van haar zonen, verliepen de onderhandeling over de uithuwelijkingen van haar dochters veel stroever. Maria Theresia's oudste dochter, aartshertogin Maria Anna, bleef door haar slechte gezondheid ongehuwd. Ook de uithuwelijking van aartshertogin Maria Elisabeth aan koning Lodewijk XV van Frankrijk kon niet doorgaan, omdat bij haar de pokken geconstateerd werd.
Terwijl Maria Christina de enige dochter was die zelf haar bruidegom, hertog Albert Casimir van Saksen-Teschen, mocht uitzoeken, werd Maria Amalia geheel tegen haar wil en met veel tegenstand door haar moeder aan hertog Ferdinand van Parma uitgehuwelijkt. Johanna Gabriella en haar zuster Maria Josepha stierven beiden aan de pokken, zodat Maria Carolina als derde verloofde de plaats van haar zusters aan de zijde van Ferdinand I der Beide Siciliën moest innemen.
Het meest prestigieuze uithuwelijkingsproject van Maria Theresia was het huwelijk van Maria Antonia - de lievelingszuster van Maria Karolina - aan de latere koning Lodewijk XVI van Frankrijk.

#### Kinderen

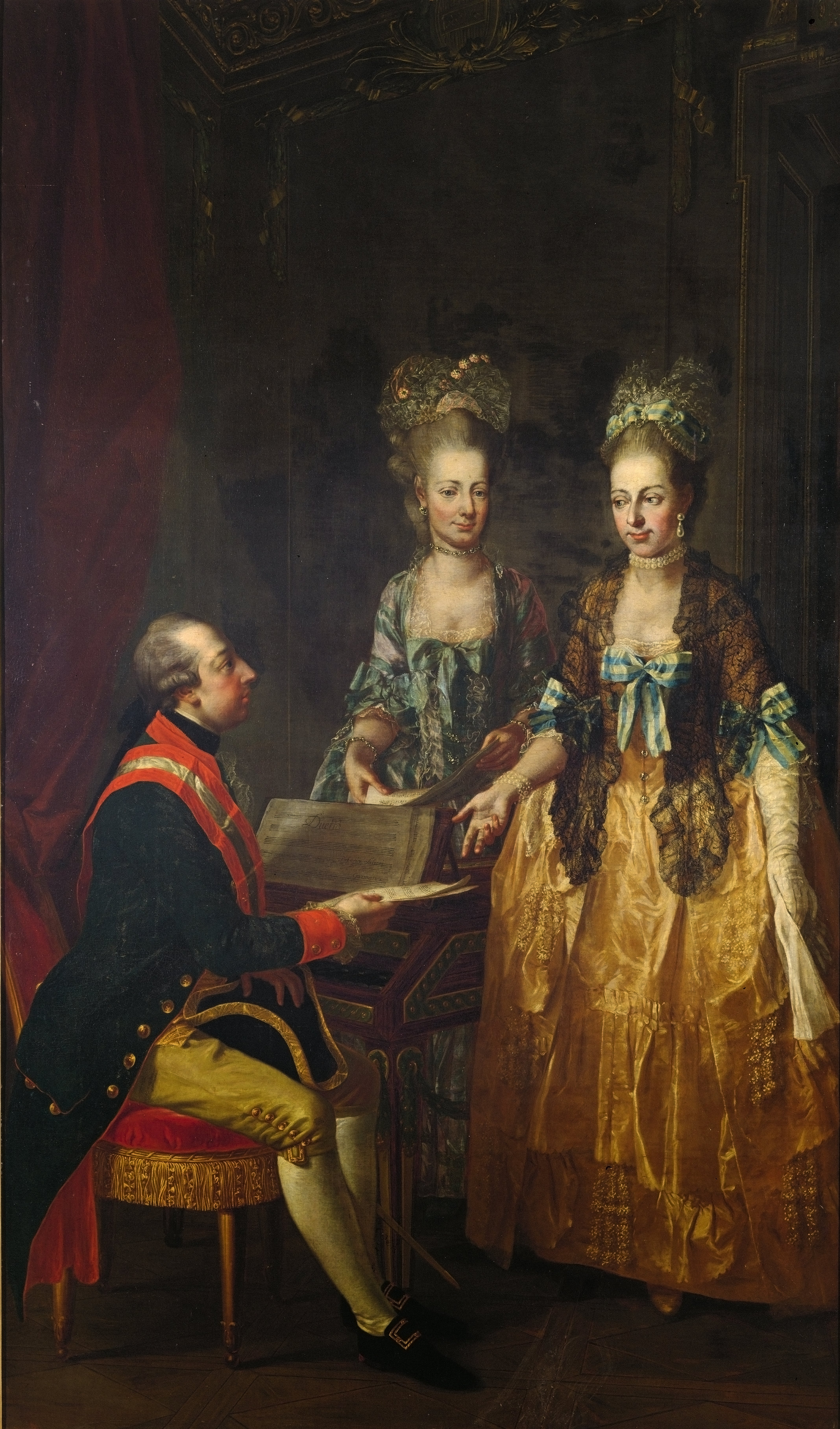
Joseph Haunzinger: Jozef II, Maria Anna en Marie Elisabeth

Maria Theresia schonk het leven aan zestien kinderen (elf meisjes, vijf jongens):
- Maria Elisabeth (5 februari 1737 - 7 juli 1740)
- Maria Anna (6 oktober 1738 - 19 november 1789) bleef ongehuwd
- Maria Karolina (12 januari 1740 - 25 januari 1741)
- Jozef II (13 maart 1741 - 20 februari 1790), keizer van het Heilige Roomse Rijk
- Maria Christina (13 mei 1742 - 24 juni 1798), de lieveling van Maria Theresia, vanaf 1766 gehuwd met hertog en landvoogd der Oostenrijkse Nederlanden Albert Casimir van Saksen-Teschen (1738 - 1822)
- Maria Elisabeth (13 juli 1743 - 25 september 1808), abdis te Innsbruck
- Karel Josef (1 februari 1745 - 18 januari 1761)
- Maria Amalia (26 februari 1746 - 18 juni 1804), vanaf 1769 gehuwd met hertog Ferdinand van Parma (1751 - 1802)
- Leopold II (5 mei 1747 - 1 maart 1792), keizer van het Heilige Roomse Rijk, gehuwd met Marie Louise van Spanje
- Karolina (17 september 1748, overleden dezelfde dag)
- Johanna Gabriella (4 februari 1750 - 23 december 1762) - verloofd met koning Ferdinand I der Beide Siciliën (1751 - 1825)
- Maria Josepha (19 maart 1751 - 15 oktober 1767) - verloofd met koning Ferdinand I der Beide Siciliën
- Maria Carolina (13 juli 1752 - 7 september 1814) - in 1768 gehuwd met koning Ferdinand I der Beide Siciliën
- Ferdinand Karel (1 juni 1754 - 24 december 1806), gehuwd met Maria Beatrice d'Este, enig kind en erfgename van Ercole III d'Este, hertog van Modena (1750 - 1829)
- Maria Antonia (2 november 1755 - 16 oktober 1793) - 1770 gehuwd met Lodewijk XVI, koning van Frankrijk (1754 - 1793)
- Maximiliaan Frans, (8 december 1756 - 27 juli 1801), aartsbisschop, keurvorst van Keulen

Karel Jozef, Johanna Gabriela en Maria Josepha zijn gestorven aan de pokken. Maria Elisabeth was ook besmet, maar overleefde met littekens in het aangezicht.

## Kwartierstaat (voorouders)
| Keizer Ferdinand III (1608-1657) | Keizer Ferdinand III (1608-1657) | Keizer Ferdinand III (1608-1657) | Keizer Ferdinand III (1608-1657) | Keizer Ferdinand III (1608-1657)     | Keizer Ferdinand III (1608-1657)     | Maria Anna van Oostenrijk (1606-1646) | Maria Anna van Oostenrijk (1606-1646) | Maria Anna van Oostenrijk (1606-1646) | Maria Anna van Oostenrijk (1606-1646) | Maria Anna van Oostenrijk (1606-1646) | Maria Anna van Oostenrijk (1606-1646) |                                          |                                          | Filips Willem van de Palts (1615-1690)   | Filips Willem van de Palts (1615-1690)   | Filips Willem van de Palts (1615-1690)   | Filips Willem van de Palts (1615-1690)   | Filips Willem van de Palts (1615-1690) | Filips Willem van de Palts (1615-1690) | Elisabeth Amalia van Hessen-Darmstadt (1635-1709) | Elisabeth Amalia van Hessen-Darmstadt (1635-1709) | Elisabeth Amalia van Hessen-Darmstadt (1635-1709) | Elisabeth Amalia van Hessen-Darmstadt (1635-1709) | Elisabeth Amalia van Hessen-Darmstadt (1635-1709) | Elisabeth Amalia van Hessen-Darmstadt (1635-1709) |  |  | Anton Ulrich van Brunswijk-Wolfenbüttel (1633-1714) | Anton Ulrich van Brunswijk-Wolfenbüttel (1633-1714) | Anton Ulrich van Brunswijk-Wolfenbüttel (1633-1714) | Anton Ulrich van Brunswijk-Wolfenbüttel (1633-1714) | Anton Ulrich van Brunswijk-Wolfenbüttel (1633-1714)    | Anton Ulrich van Brunswijk-Wolfenbüttel (1633-1714)    | Elisabeth Juliana Sleeswijk- Holstein-Sønderborg-Nordborg (1634–1704) | Elisabeth Juliana Sleeswijk- Holstein-Sønderborg-Nordborg (1634–1704) | Elisabeth Juliana Sleeswijk- Holstein-Sønderborg-Nordborg (1634–1704) | Elisabeth Juliana Sleeswijk- Holstein-Sønderborg-Nordborg (1634–1704) | Elisabeth Juliana Sleeswijk- Holstein-Sønderborg-Nordborg (1634–1704) | Elisabeth Juliana Sleeswijk- Holstein-Sønderborg-Nordborg (1634–1704) |                                                            |                                                            | Albert-Ernst I van Öttingen (1642-1683)                    | Albert-Ernst I van Öttingen (1642-1683)                    | Albert-Ernst I van Öttingen (1642-1683)  | Albert-Ernst I van Öttingen (1642-1683)  | Albert-Ernst I van Öttingen (1642-1683)  | Albert-Ernst I van Öttingen (1642-1683)  | Christine Frederike van Württemberg (1644-1674) | Christine Frederike van Württemberg (1644-1674) | Christine Frederike van Württemberg (1644-1674) | Christine Frederike van Württemberg (1644-1674) | Christine Frederike van Württemberg (1644-1674) | Christine Frederike van Württemberg (1644-1674) |  |  |  |  |  |  |  |  |  |  |  |  |  |  |  |  |  |  |  |  |  |  |  |  |  |  |  |  |  |  |  |  |  |  |  |  |  |  |  |  |  |  |  |  |  |  |  |  |
| Keizer Ferdinand III (1608-1657) | Keizer Ferdinand III (1608-1657) | Keizer Ferdinand III (1608-1657) | Keizer Ferdinand III (1608-1657) | Keizer Ferdinand III (1608-1657)     | Keizer Ferdinand III (1608-1657)     | Maria Anna van Oostenrijk (1606-1646) | Maria Anna van Oostenrijk (1606-1646) | Maria Anna van Oostenrijk (1606-1646) | Maria Anna van Oostenrijk (1606-1646) | Maria Anna van Oostenrijk (1606-1646) | Maria Anna van Oostenrijk (1606-1646) |                                          |                                          | Filips Willem van de Palts (1615-1690)   | Filips Willem van de Palts (1615-1690)   | Filips Willem van de Palts (1615-1690)   | Filips Willem van de Palts (1615-1690)   | Filips Willem van de Palts (1615-1690) | Filips Willem van de Palts (1615-1690) | Elisabeth Amalia van Hessen-Darmstadt (1635-1709) | Elisabeth Amalia van Hessen-Darmstadt (1635-1709) | Elisabeth Amalia van Hessen-Darmstadt (1635-1709) | Elisabeth Amalia van Hessen-Darmstadt (1635-1709) | Elisabeth Amalia van Hessen-Darmstadt (1635-1709) | Elisabeth Amalia van Hessen-Darmstadt (1635-1709) |  |  | Anton Ulrich van Brunswijk-Wolfenbüttel (1633-1714) | Anton Ulrich van Brunswijk-Wolfenbüttel (1633-1714) | Anton Ulrich van Brunswijk-Wolfenbüttel (1633-1714) | Anton Ulrich van Brunswijk-Wolfenbüttel (1633-1714) | Anton Ulrich van Brunswijk-Wolfenbüttel (1633-1714)    | Anton Ulrich van Brunswijk-Wolfenbüttel (1633-1714)    | Elisabeth Juliana Sleeswijk- Holstein-Sønderborg-Nordborg (1634–1704) | Elisabeth Juliana Sleeswijk- Holstein-Sønderborg-Nordborg (1634–1704) | Elisabeth Juliana Sleeswijk- Holstein-Sønderborg-Nordborg (1634–1704) | Elisabeth Juliana Sleeswijk- Holstein-Sønderborg-Nordborg (1634–1704) | Elisabeth Juliana Sleeswijk- Holstein-Sønderborg-Nordborg (1634–1704) | Elisabeth Juliana Sleeswijk- Holstein-Sønderborg-Nordborg (1634–1704) |                                                            |                                                            | Albert-Ernst I van Öttingen (1642-1683)                    | Albert-Ernst I van Öttingen (1642-1683)                    | Albert-Ernst I van Öttingen (1642-1683)  | Albert-Ernst I van Öttingen (1642-1683)  | Albert-Ernst I van Öttingen (1642-1683)  | Albert-Ernst I van Öttingen (1642-1683)  | Christine Frederike van Württemberg (1644-1674) | Christine Frederike van Württemberg (1644-1674) | Christine Frederike van Württemberg (1644-1674) | Christine Frederike van Württemberg (1644-1674) | Christine Frederike van Württemberg (1644-1674) | Christine Frederike van Württemberg (1644-1674) |  |  |  |  |  |  |  |  |  |  |  |  |  |  |  |  |  |  |  |  |  |  |  |  |  |  |  |  |  |  |  |  |  |  |  |  |  |  |  |  |  |  |  |  |  |  |  |  |
|                                  |                                  |                                  |                                  |                                      |                                      |                                       |                                       |                                       |                                       |                                       |                                       |                                          |                                          |                                          |                                          |                                          |                                          |                                        |                                        |                                                   |                                                   |                                                   |                                                   |                                                   |                                                   |  |  |                                                     |                                                     |                                                     |                                                     |                                                        |                                                        |                                                                       |                                                                       |                                                                       |                                                                       |                                                                       |                                                                       |                                                            |                                                            |                                                            |                                                            |                                          |                                          |                                          |                                          |                                                 |                                                 |                                                 |                                                 |                                                 |                                                 |  |  |  |  |  |  |  |  |  |  |  |  |  |  |  |  |  |  |  |  |  |  |  |  |  |  |  |  |  |  |  |  |  |  |  |  |  |  |  |  |  |  |  |  |  |  |  |  |
|                                  |                                  |                                  |                                  | Leopold I van Oostenrijk (1640-1705) | Leopold I van Oostenrijk (1640-1705) | Leopold I van Oostenrijk (1640-1705)  | Leopold I van Oostenrijk (1640-1705)  | Leopold I van Oostenrijk (1640-1705)  | Leopold I van Oostenrijk (1640-1705)  |                                       |                                       |                                          |                                          |                                          |                                          | Eleonora van Palts-Neuburg (1655-1720)   | Eleonora van Palts-Neuburg (1655-1720)   | Eleonora van Palts-Neuburg (1655-1720) | Eleonora van Palts-Neuburg (1655-1720) | Eleonora van Palts-Neuburg (1655-1720)            | Eleonora van Palts-Neuburg (1655-1720)            |                                                   |                                                   |                                                   |                                                   |  |  |                                                     |                                                     |                                                     |                                                     | Lodewijk Rudolf van Brunswijk-Wolfenbüttel (1671-1735) | Lodewijk Rudolf van Brunswijk-Wolfenbüttel (1671-1735) | Lodewijk Rudolf van Brunswijk-Wolfenbüttel (1671-1735)                | Lodewijk Rudolf van Brunswijk-Wolfenbüttel (1671-1735)                | Lodewijk Rudolf van Brunswijk-Wolfenbüttel (1671-1735)                | Lodewijk Rudolf van Brunswijk-Wolfenbüttel (1671-1735)                |                                                                       |                                                                       |                                                            |                                                            |                                                            |                                                            | Christine Luise van Öttingen (1671-1747) | Christine Luise van Öttingen (1671-1747) | Christine Luise van Öttingen (1671-1747) | Christine Luise van Öttingen (1671-1747) | Christine Luise van Öttingen (1671-1747)        | Christine Luise van Öttingen (1671-1747)        |                                                 |                                                 |                                                 |                                                 |  |  |  |  |  |  |  |  |  |  |  |  |  |  |  |  |  |  |  |  |  |  |  |  |  |  |  |  |  |  |  |  |  |  |  |  |  |  |  |  |  |  |  |  |  |  |  |  |
|                                  |                                  |                                  |                                  | Leopold I van Oostenrijk (1640-1705) | Leopold I van Oostenrijk (1640-1705) | Leopold I van Oostenrijk (1640-1705)  | Leopold I van Oostenrijk (1640-1705)  | Leopold I van Oostenrijk (1640-1705)  | Leopold I van Oostenrijk (1640-1705)  |                                       |                                       |                                          |                                          |                                          |                                          | Eleonora van Palts-Neuburg (1655-1720)   | Eleonora van Palts-Neuburg (1655-1720)   | Eleonora van Palts-Neuburg (1655-1720) | Eleonora van Palts-Neuburg (1655-1720) | Eleonora van Palts-Neuburg (1655-1720)            | Eleonora van Palts-Neuburg (1655-1720)            |                                                   |                                                   |                                                   |                                                   |  |  |                                                     |                                                     |                                                     |                                                     | Lodewijk Rudolf van Brunswijk-Wolfenbüttel (1671-1735) | Lodewijk Rudolf van Brunswijk-Wolfenbüttel (1671-1735) | Lodewijk Rudolf van Brunswijk-Wolfenbüttel (1671-1735)                | Lodewijk Rudolf van Brunswijk-Wolfenbüttel (1671-1735)                | Lodewijk Rudolf van Brunswijk-Wolfenbüttel (1671-1735)                | Lodewijk Rudolf van Brunswijk-Wolfenbüttel (1671-1735)                |                                                                       |                                                                       |                                                            |                                                            |                                                            |                                                            | Christine Luise van Öttingen (1671-1747) | Christine Luise van Öttingen (1671-1747) | Christine Luise van Öttingen (1671-1747) | Christine Luise van Öttingen (1671-1747) | Christine Luise van Öttingen (1671-1747)        | Christine Luise van Öttingen (1671-1747)        |                                                 |                                                 |                                                 |                                                 |  |  |  |  |  |  |  |  |  |  |  |  |  |  |  |  |  |  |  |  |  |  |  |  |  |  |  |  |  |  |  |  |  |  |  |  |  |  |  |  |  |  |  |  |  |  |  |  |
|                                  |                                  |                                  |                                  |                                      |                                      |                                       |                                       |                                       |                                       | Karel VI van Oostenrijk (1685-1740)   | Karel VI van Oostenrijk (1685-1740)   | Karel VI van Oostenrijk (1685-1740)      | Karel VI van Oostenrijk (1685-1740)      | Karel VI van Oostenrijk (1685-1740)      | Karel VI van Oostenrijk (1685-1740)      |                                          |                                          |                                        |                                        |                                                   |                                                   |                                                   |                                                   |                                                   |                                                   |  |  |                                                     |                                                     |                                                     |                                                     |                                                        |                                                        |                                                                       |                                                                       |                                                                       |                                                                       | Elisabeth Christine van Brunswijk-Wolfenbüttel (1691-1750)            | Elisabeth Christine van Brunswijk-Wolfenbüttel (1691-1750)            | Elisabeth Christine van Brunswijk-Wolfenbüttel (1691-1750) | Elisabeth Christine van Brunswijk-Wolfenbüttel (1691-1750) | Elisabeth Christine van Brunswijk-Wolfenbüttel (1691-1750) | Elisabeth Christine van Brunswijk-Wolfenbüttel (1691-1750) |                                          |                                          |                                          |                                          |                                                 |                                                 |                                                 |                                                 |                                                 |                                                 |  |  |  |  |  |  |  |  |  |  |  |  |  |  |  |  |  |  |  |  |  |  |  |  |  |  |  |  |  |  |  |  |  |  |  |  |  |  |  |  |  |  |  |  |  |  |  |  |
|                                  |                                  |                                  |                                  |                                      |                                      |                                       |                                       |                                       |                                       | Karel VI van Oostenrijk (1685-1740)   | Karel VI van Oostenrijk (1685-1740)   | Karel VI van Oostenrijk (1685-1740)      | Karel VI van Oostenrijk (1685-1740)      | Karel VI van Oostenrijk (1685-1740)      | Karel VI van Oostenrijk (1685-1740)      |                                          |                                          |                                        |                                        |                                                   |                                                   |                                                   |                                                   |                                                   |                                                   |  |  |                                                     |                                                     |                                                     |                                                     |                                                        |                                                        |                                                                       |                                                                       |                                                                       |                                                                       | Elisabeth Christine van Brunswijk-Wolfenbüttel (1691-1750)            | Elisabeth Christine van Brunswijk-Wolfenbüttel (1691-1750)            | Elisabeth Christine van Brunswijk-Wolfenbüttel (1691-1750) | Elisabeth Christine van Brunswijk-Wolfenbüttel (1691-1750) | Elisabeth Christine van Brunswijk-Wolfenbüttel (1691-1750) | Elisabeth Christine van Brunswijk-Wolfenbüttel (1691-1750) |                                          |                                          |                                          |                                          |                                                 |                                                 |                                                 |                                                 |                                                 |                                                 |  |  |  |  |  |  |  |  |  |  |  |  |  |  |  |  |  |  |  |  |  |  |  |  |  |  |  |  |  |  |  |  |  |  |  |  |  |  |  |  |  |  |  |  |  |  |  |  |
|                                  |                                  |                                  |                                  |                                      |                                      |                                       |                                       |                                       |                                       |                                       |                                       |                                          |                                          |                                          |                                          |                                          |                                          |                                        |                                        |                                                   |                                                   |                                                   |                                                   |                                                   |                                                   |  |  |                                                     |                                                     |                                                     |                                                     |                                                        |                                                        |                                                                       |                                                                       |                                                                       |                                                                       |                                                                       |                                                                       |                                                            |                                                            |                                                            |                                                            |                                          |                                          |                                          |                                          |                                                 |                                                 |                                                 |                                                 |                                                 |                                                 |  |  |  |  |  |  |  |  |  |  |  |  |  |  |  |  |  |  |  |  |  |  |  |  |  |  |  |  |  |  |  |  |  |  |  |  |  |  |  |  |  |  |  |  |  |  |  |  |
|                                  |                                  |                                  |                                  |                                      |                                      |                                       |                                       |                                       |                                       |                                       |                                       |                                          |                                          |                                          |                                          |                                          |                                          |                                        |                                        |                                                   |                                                   |                                                   |                                                   |                                                   |                                                   |  |  |                                                     |                                                     |                                                     |                                                     |                                                        |                                                        |                                                                       |                                                                       |                                                                       |                                                                       |                                                                       |                                                                       |                                                            |                                                            |                                                            |                                                            |                                          |                                          |                                          |                                          |                                                 |                                                 |                                                 |                                                 |                                                 |                                                 |  |  |  |  |  |  |  |  |  |  |  |  |  |  |  |  |  |  |  |  |  |  |  |  |  |  |  |  |  |  |  |  |  |  |  |  |  |  |  |  |  |  |  |  |  |  |  |  |
|                                  |                                  |                                  |                                  |                                      |                                      |                                       |                                       |                                       |                                       |                                       |                                       | Leopold Johan van Oostenrijk (1716-1716) | Leopold Johan van Oostenrijk (1716-1716) | Leopold Johan van Oostenrijk (1716-1716) | Leopold Johan van Oostenrijk (1716-1716) | Leopold Johan van Oostenrijk (1716-1716) | Leopold Johan van Oostenrijk (1716-1716) |                                        |                                        | Maria Theresia van Oostenrijk (1717-1780)         | Maria Theresia van Oostenrijk (1717-1780)         | Maria Theresia van Oostenrijk (1717-1780)         | Maria Theresia van Oostenrijk (1717-1780)         | Maria Theresia van Oostenrijk (1717-1780)         | Maria Theresia van Oostenrijk (1717-1780)         |  |  | Maria Anna van Oostenrijk (1718-1744)               | Maria Anna van Oostenrijk (1718-1744)               | Maria Anna van Oostenrijk (1718-1744)               | Maria Anna van Oostenrijk (1718-1744)               | Maria Anna van Oostenrijk (1718-1744)                  | Maria Anna van Oostenrijk (1718-1744)                  |                                                                       |                                                                       | Maria Amalia van Oostenrijk (1724-1730)                               | Maria Amalia van Oostenrijk (1724-1730)                               | Maria Amalia van Oostenrijk (1724-1730)                               | Maria Amalia van Oostenrijk (1724-1730)                               | Maria Amalia van Oostenrijk (1724-1730)                    | Maria Amalia van Oostenrijk (1724-1730)                    |                                                            |                                                            |                                          |                                          |                                          |                                          |                                                 |                                                 |                                                 |                                                 |                                                 |                                                 |  |  |  |  |  |  |  |  |  |  |  |  |  |  |  |  |  |  |  |  |  |  |  |  |  |  |  |  |  |  |  |  |  |  |  |  |  |  |  |  |  |  |  |  |  |  |  |  |

## Titel

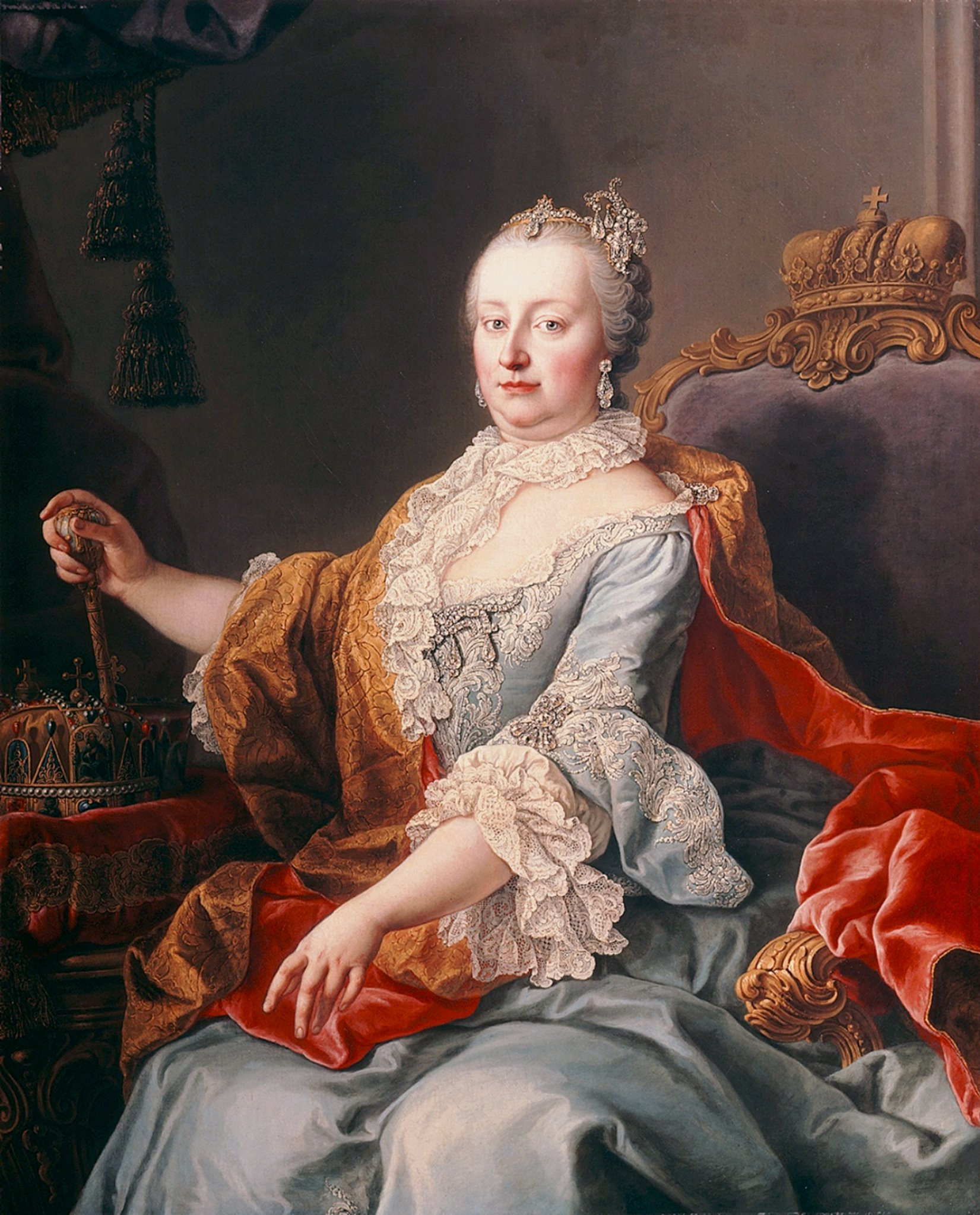
Maria Theresia als keizerin.

Na de dood van haar man luidde de officiële titel van Maria Theresia als volgt:
Maria Theresia von Gottes Gnaden Römische Kaiserin Wittib, Königin zu Hungarn, Böheim, Dalmatien, Croatien, Slavonien, Gallizien, Lodomerien, etc. etc., Erzherzogin zu Österreich, Herzogin zu Burgund, zu Steyer, zu Kärnten und zu Crain, Großfürstin zu Siebenbürgen, Marggräfin zu Mähren, Herzogin zu Braband, zu Limburg, zu Luxemburg und zu Geldern, zu Württemberg, zu Ober- und Nieder-Schlesien, zu Mailand, zu Mantua, zu Parma, zu Piacenza, zu Guastala, zu Auschwitz und Zator, Fürstin zu Schwaben, gefürstete Gräfin zu Habsburg, zu Flandern, zu Tirol, zu Hennegau, zu Kyburg, zu Görz und zu Gradisca, Marggräfin des Heiligen Römischen Reiches, zu Burgau, zu Ober- und Nieder-Laußnitz, Gräfin zu Namur, Frau auf der Windischen Mark und zu Mecheln, verwittibte Herzogin zu Lothringen und Baar, Großherzogin zu Toskana.
Maria Theresia, keizerin-weduwe van het Heilige Roomse Rijk bij de genade Gods, koningin van Hongarije, Bohemen, Dalmatië, Koatië, Slavonië, Galicië, Lodomerië, etc.etc., aartshertogin van Oostenrijk, hertogin van Bourgondië, Stiermarken, Karinthië en Krain, grootvorstin van Zevenburgen, markgravin van Moravië, hertogin van Brabant, Limburg, Luxemburg, en Geldern, van Württemberg, Opper - en Neder-Silezië, Milaan, Mantua, Parma, Piacenza, Guastalla, Auschwitz en Zator, vorstin van Zwaben, vorstelijke gravin van Habsburg, Vlaanderen, Tirol, Henegouwen, Kyburg, Görz en Gradisca, markgravin van het Heilige Roomse Rijk, Burgau, Opper- en Neder-Laußnitz, gravin van Namen, vrouwe van de Windische Mark en Mechelen, hertogin-weduwe van Lotharingen en Baar, groothertogin van Toscane.

## Paleizen

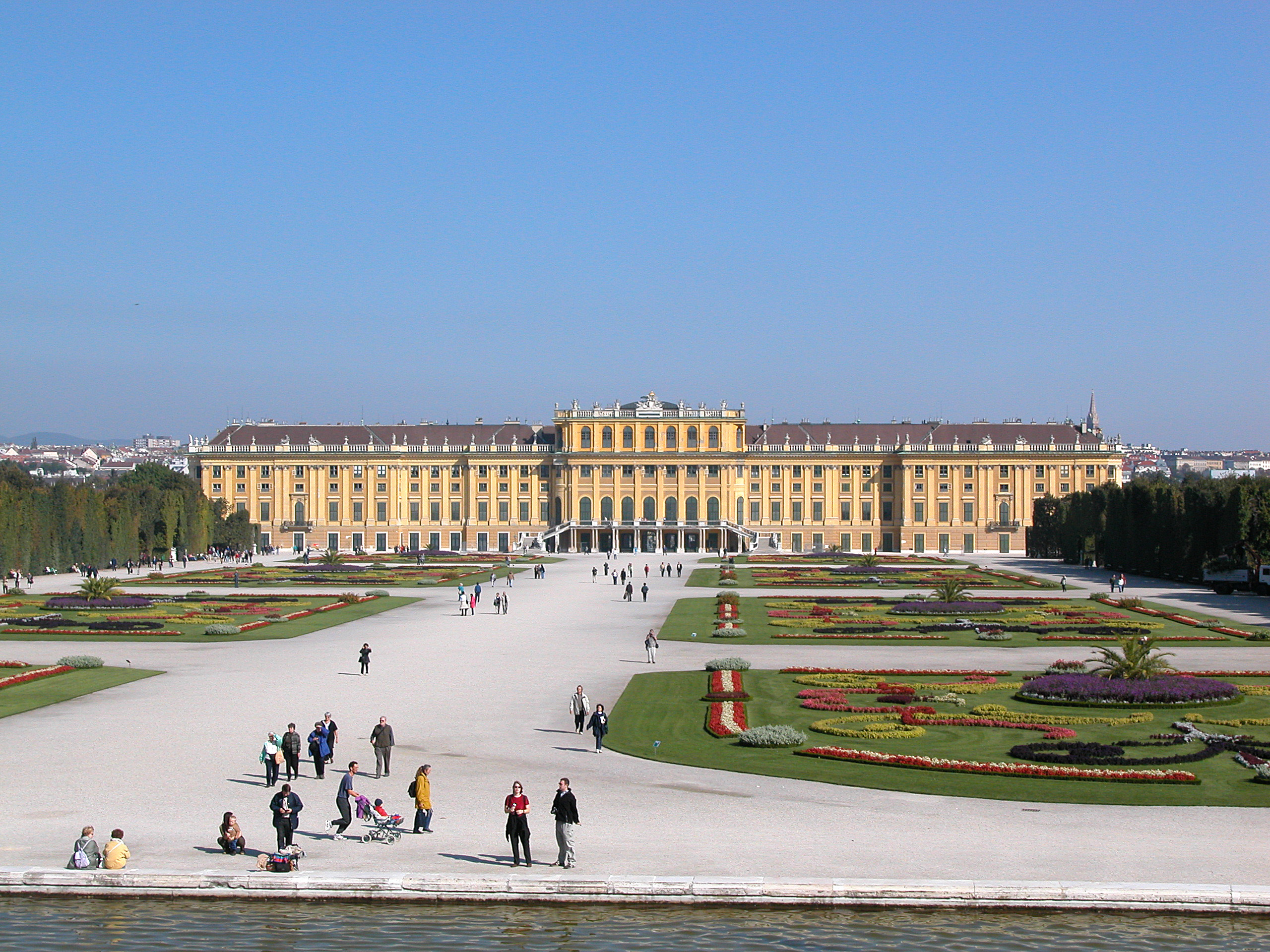
Schönbrunn met tuin vanaf de Gloriette

In 1755 verwierf Maria Theresia van de erven van prins Eugenius van Savoye het jachtslot Hof. Van 1725 tot 1729 was daar onder de leiding van Lucas von Hildebrandt een nieuw paleis voor de prins gebouwd. Voor een prettig onderkomen van haar gasten en personeel liet Maria Theresia het gebouw met een etage verhogen, waarmee het huidige aanzien van het slot ontstond.
Ook de bouw van Schloss Schönbrunn is met de naam van Maria Theresia verbonden. De architect Bernhard Fischer von Erlach ontwierp in de jaren 1696-1700 in opdracht van Jozef I deze keizerlijke zomerresidentie. In het eerste ontwerp was de bouw van een gigantisch slot op de Gloriette-heuvel gepland, maar dit plan werd niet gerealiseerd. Het slot, van 175 meter lengte en 55 meter breedte, werd toen onderaan de heuvel gebouwd. Richting hof (voorzijde) en richting park (achterzijde) werden twee enorme façades gepland. De naar voren uitstekende vleugels aan de hofzijde doen denken aan die van het het kasteel van Versailles. Verder vindt men ook kenmerken uit de stijl van de Italiaanse paleizen van die tijd. De buitenkant van het gebouw is in een warme gele tint gehouden, het zogenaamde Schönbrunner Gelb (Schönbrunner Geel).
Het voormalige jachtslot van Jozef I werd onder Maria Theresia tot een residentieslot omgebouwd. Schönbrunn werd het lievelingspaleis van de keizerin, waar ze de zomermaanden met haar familie doorbracht.

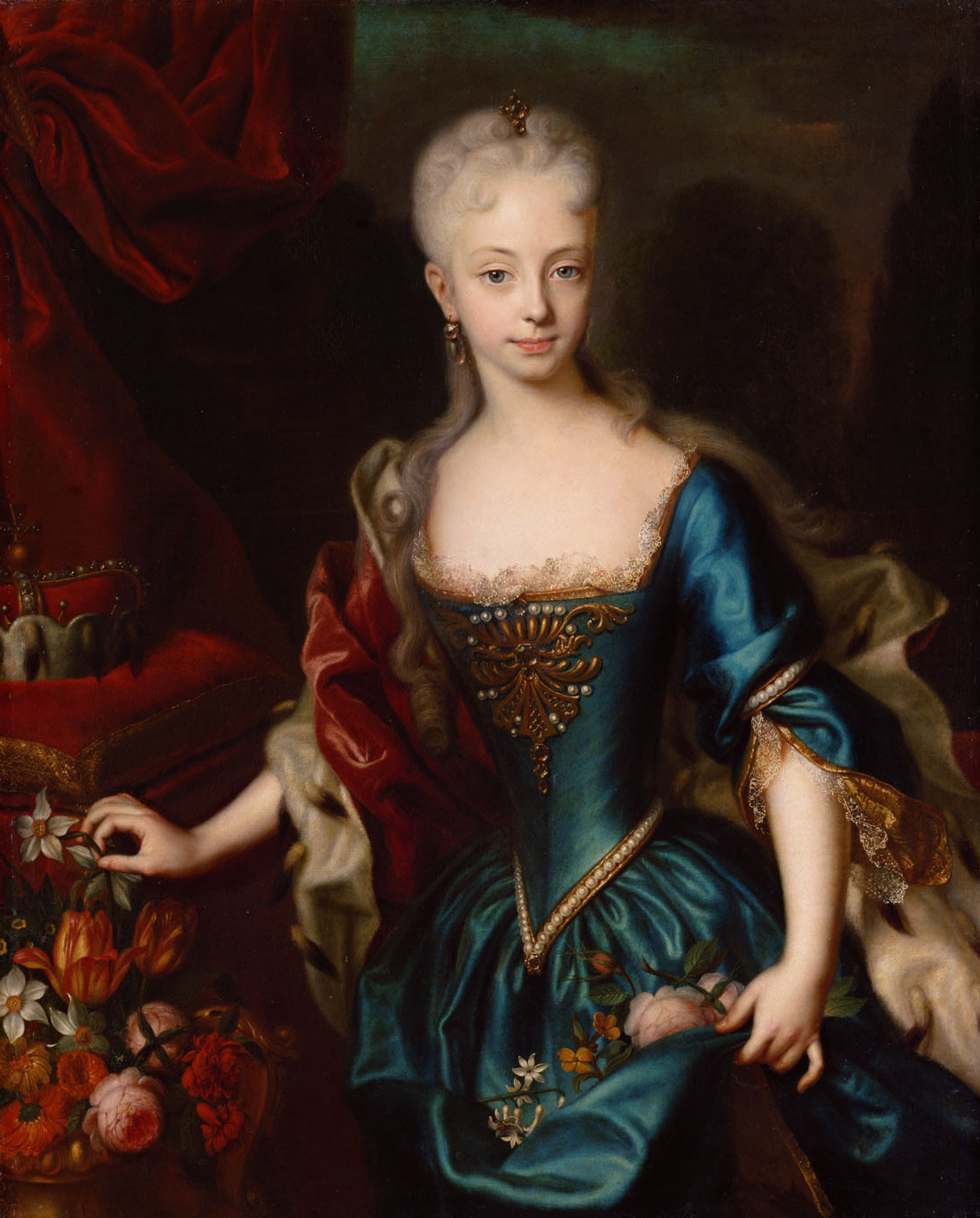
Andreas Möller: Maria Theresia (11 jaar oud), 1727

## Belangrijkste gebeurtenissen
- 1736: Huwelijk met Frans Stefan van Lotharingen, die in 1745 keizer werd.
- 1740–48: Oostenrijkse Successieoorlog: verlies van Silezië aan Pruisen en het hertogdom Parma en Piacenza aan de familie Bourbon.
- 1756–63: Zevenjarige Oorlog; Oprichting van de Maria Theresia Orde.
- 1763: Verdrag van Hubertusburg: Einde van de Zevenjarige Oorlog; Silezië komt onder gezag van Pruisen.
- 1765: Enkele dagen na het huwelijk van aartshertog Leopold, sterft haar man Frans Stefan op 18 augustus in Innsbruck. Sindsdien droeg Maria Theresia slechts zwarte rouwkleding.
- 1774: Invoering van de schoolplicht tussen het zesde en twaalfde levensjaar.
- 1775: Maria Theresia kan de regio Boekovina aan haar rijk toevoegen ten koste van het Ottomaanse Rijk.
- 1778/79: Beierse Successieoorlog